# Chrysometa valle
Chrysometa valle är en spindelart som beskrevs av Claude Lévi 1986. Chrysometa valle ingår i släktet Chrysometa och familjen käkspindlar.
Artens utbredningsområde är Colombia. Inga underarter finns listade i Catalogue of Life.